# Cephalosphaera
Cephalosphaera é um género botânico monotípico pertencente à família Myristicaceae.Contém uma única espécie, Cephalosphaera usambarensis Warb., nativa do Quênia e Tanzânia, na África.